# 나미비아의 국기

나미비아의 국기

나미비아의 국기는 1990년 3월 21일 나미비아의 독립과 함께 제정되었다. 가로:세로 비율은 3:2이다. 국기의 색은 남서아프리카 인민기구(SWAPO)의 기를 바탕으로 한 것이다. 빨강은 나미비아의 가장 중요한 자원인 국민을, 초록은 식물과 농업자원을, 하양은 평화와 단결을, 파랑은 나미비아의 푸른 하늘과 대서양 그리고 나라의 귀한 비와 수자원을, 노란색은 국민의 생명과 힘을 상징한다.

## 색상
| 색상 | 파랑               | 빨강                | 녹색               | 노랑                | 하양                  |
| ---- | ------------------ | ------------------- | ------------------ | ------------------- | --------------------- |
| RGB  | 0–53–128 (#003580) | 210–16–52 (#D21034) | 0–149–67 (#009543) | 255–206–0 (#FFCE00) | 255–255–255 (#FFFFFF) |

## 여러 가지 기

나미비아의 대통령기
나미비아의 경찰기

## 옛 국기

독일령 남서아프리카의 국기 1884년-1914년
독일령 남서아프리카의 국기 1914년
남서아프리카의 국기 1915년-1982년
남서아프리카의 국기 1982년-1990년